# USS Robert Smith (DD-324)
Za druga plovila z istim imenom glejte USS Robert Smith.
USS Robert Smith (DD-324) je bil rušilec razreda Clemson v sestavi Vojne mornarice Združenih držav Amerike.
Rušilec je bil poimenovan po Robertu Smithu.

## Zgodovina
V skladu s Londonskim sporazumom o pomorski razorožitvi je bil rušilec 1. marca 1930 izvzet iz aktivne službe in 12. julija istega leta izbrisan iz seznama plovil Vojne mornarice ZA ter bil nato naslednje leto prodan kot staro železo.